# Зеброва пеперуда
Зебровата пеперуда (Neptis sappho) е вид пеперуда от семейство Многоцветници (Nymphalidae).

## Описание
Крилете от горната страна са черни с бели петна и ивици, откъдето идва и името „зеброва пеперуда“. При младите екземпляри, на пряка слънчева светлина, гърдите и тялото откъм гърба имат забележим синкавометален блясък.
Размахът на крилете е 40 – 46 mm.

## Разпространение и местообитание
Зебровата пеперуда типично се среща в Централна Европа, Русия, Индия и други части на умерения климатичен пояс в Азия и Япония. Видът предпочита речните долини, покрайнините на гори, планинските склонове и други предимно сенчести места на надморска височина до към 1000 – 1200 метра.
За България, която е на южната граница на европейския ѝ ареал, зебровата пеперуда е била почти непозната преди това. Вече се е разселила из цялата страна и се е превърнала в локален вид, което се обяснява с преминаването на ларвата ѝ към ново хранително растение – салкъм (Robinia pseudoacacia) в допълнение към Lathyrus vernus и Lathyrus niger.
Среща се в северните, западните и централните части на страната, включително и в градските паркове и дори в центъра на София.

## Размножаване
Зебровата пеперуда има поне две поколения годишно. Лети от март до септември. 

## Поведение
Полетът ѝ се отличава с плавността си и с леките потрепвания на крилете. Сутрин когато почвата е влажна, зебровата пеперуда може да бъде видяна кацнала на земята с разперени криле да смуче минерали от пръстта и да се пече на слънце.

## Галерия
- Изглед отгоре (Япония)
- Изглед отдолу странично (Япония)
- Ларви и гъсеници (Фиг. 10, 10a)